# Ca' Majer
Ca' Majer, il cui nome subisce anche la variante Ca' Maier o Mayer, è una villa veneta sita nel comune di Polesella, in provincia di Rovigo.
Eretto nel XVII secolo, sulle fondamenta di un preesistente edificio del '400., il complesso è formato dalla casa padronale (edificio principale) e, sulla destra, dal rustico e dai resti dell'oratorio quattrocentesco.
Benché non siano disponibili fonti che certifichino chi fosse l'architetto responsabile del progetto, alcuni storici locali hanno ipotizzato possa trattarsi di un allievo di Vincenzo Scamozzi, se non proprio dello stesso Scamozzi, per aver rilevato elementi simili a quelli presenti nelle opere di Scamozzi.

## Architettura
Casa Padronale

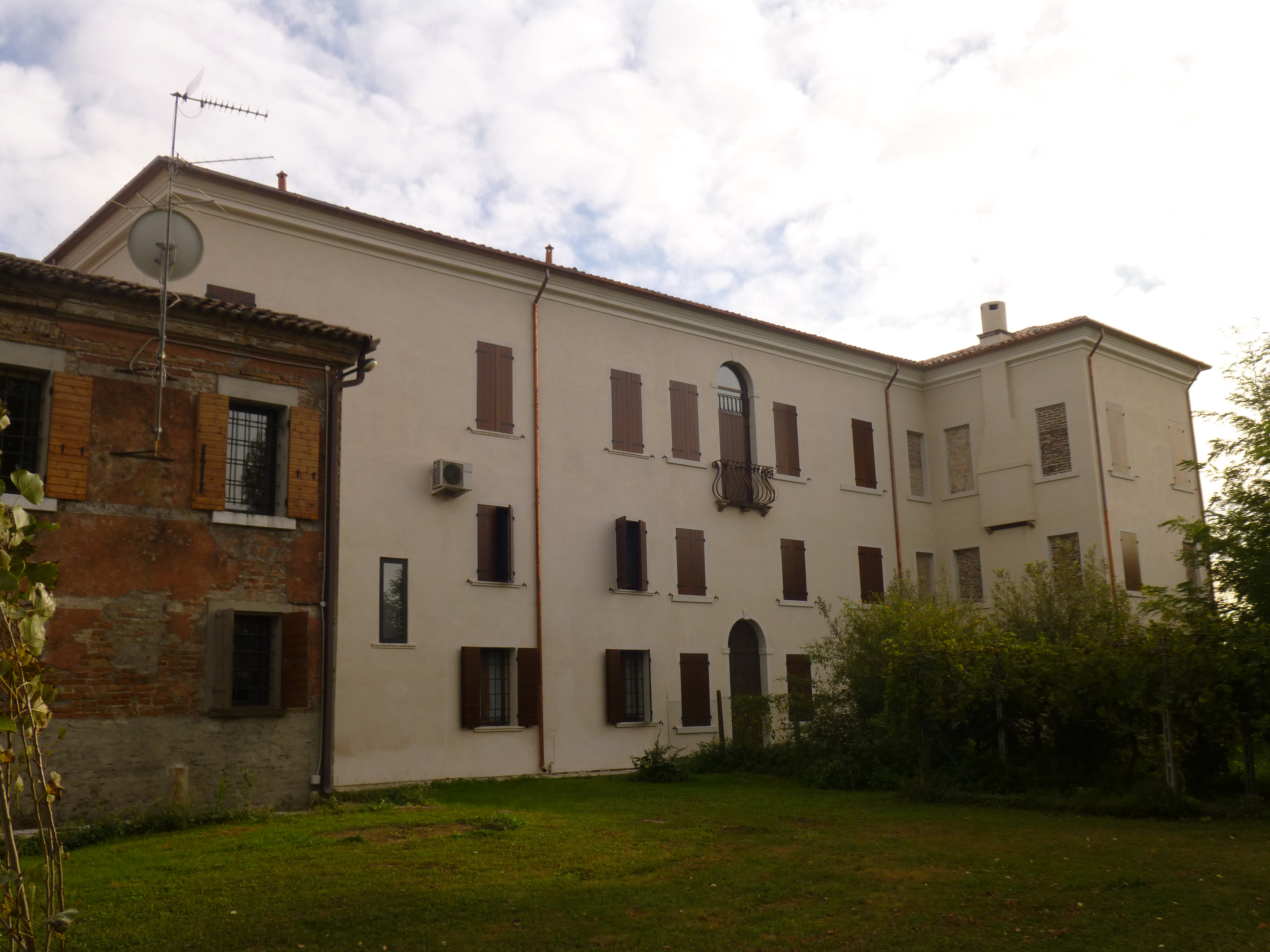
Retro Ca' Majer.

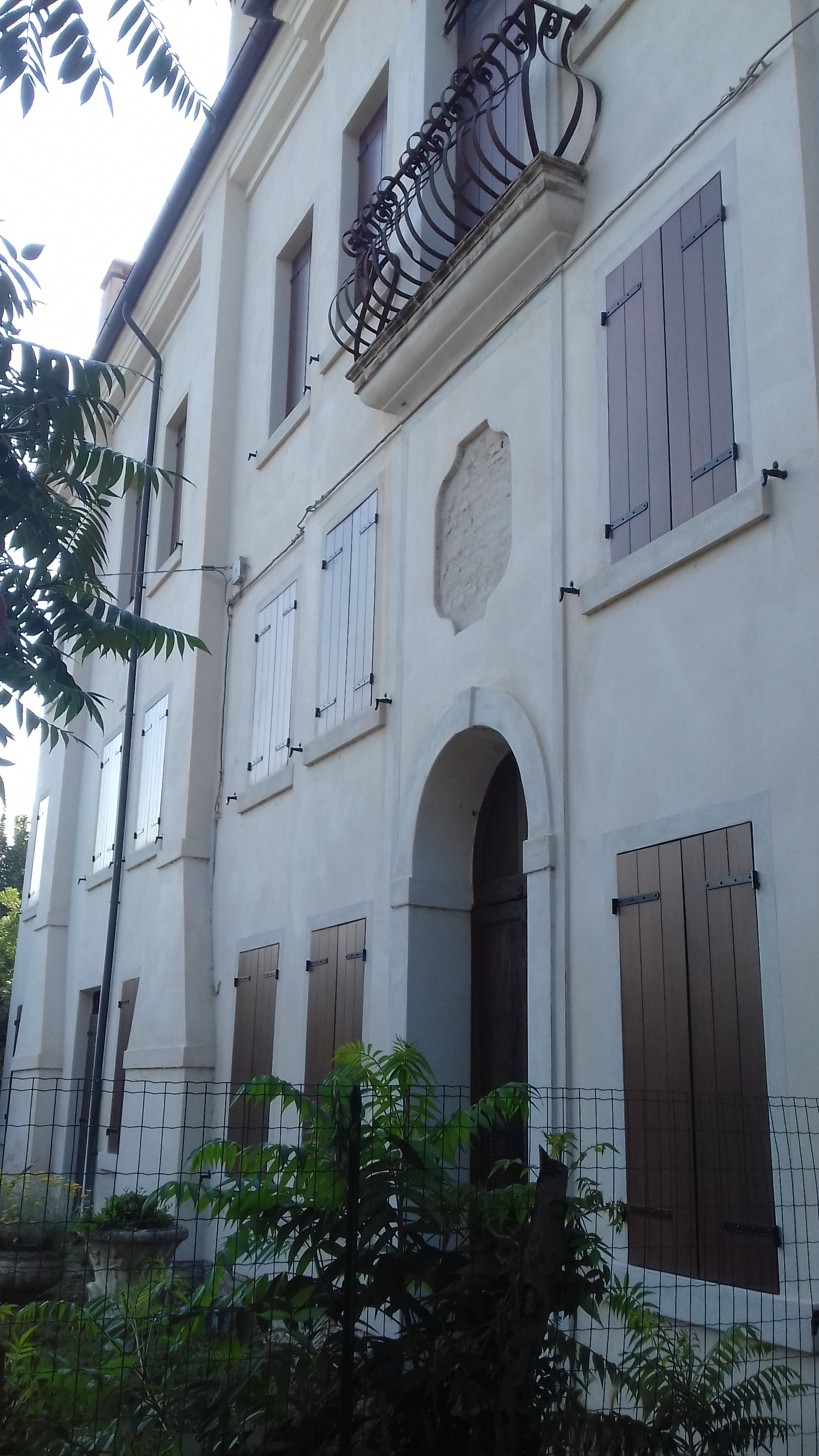
Stemma mancante della Villa.

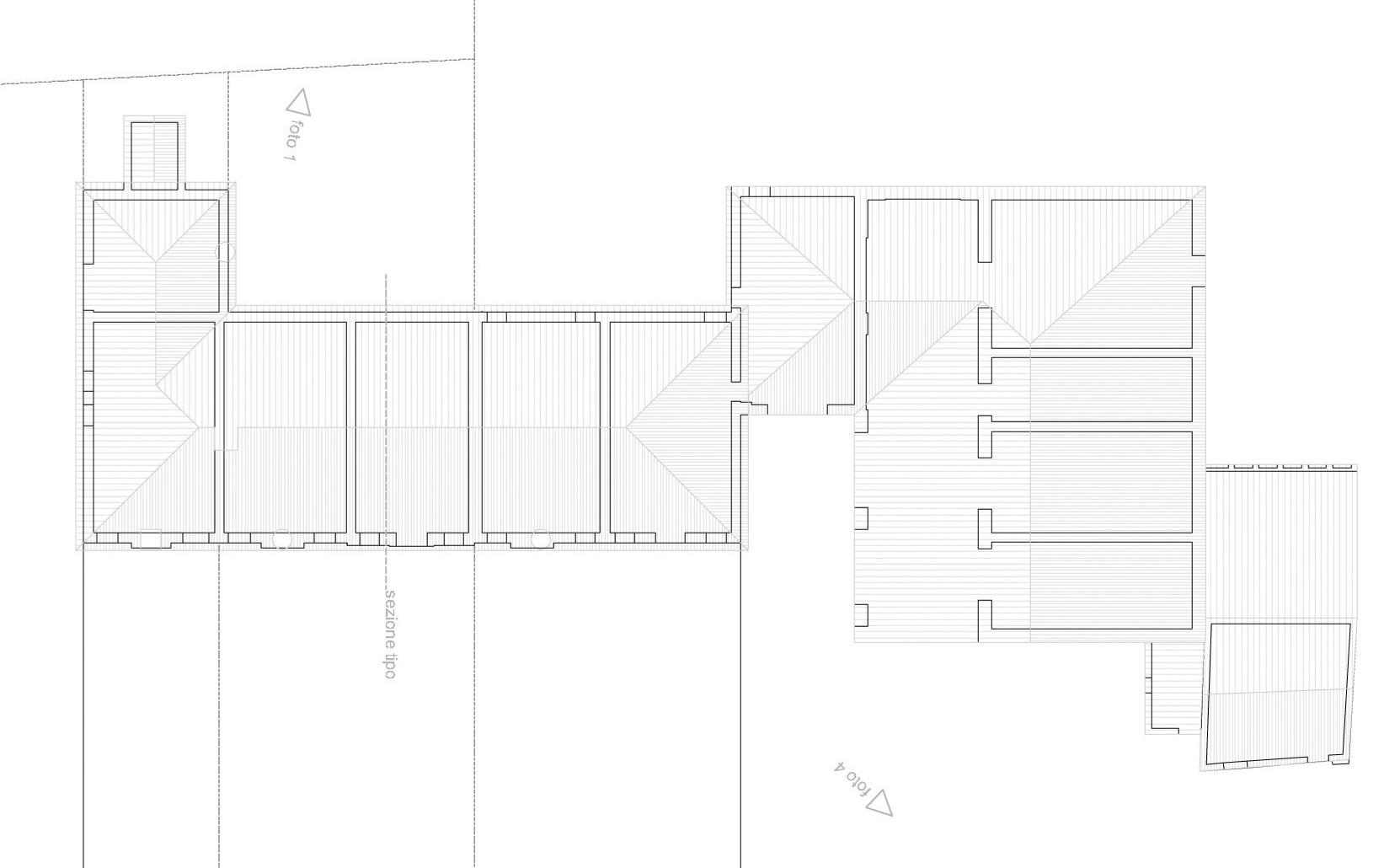
Planimetria Ca' Majer.

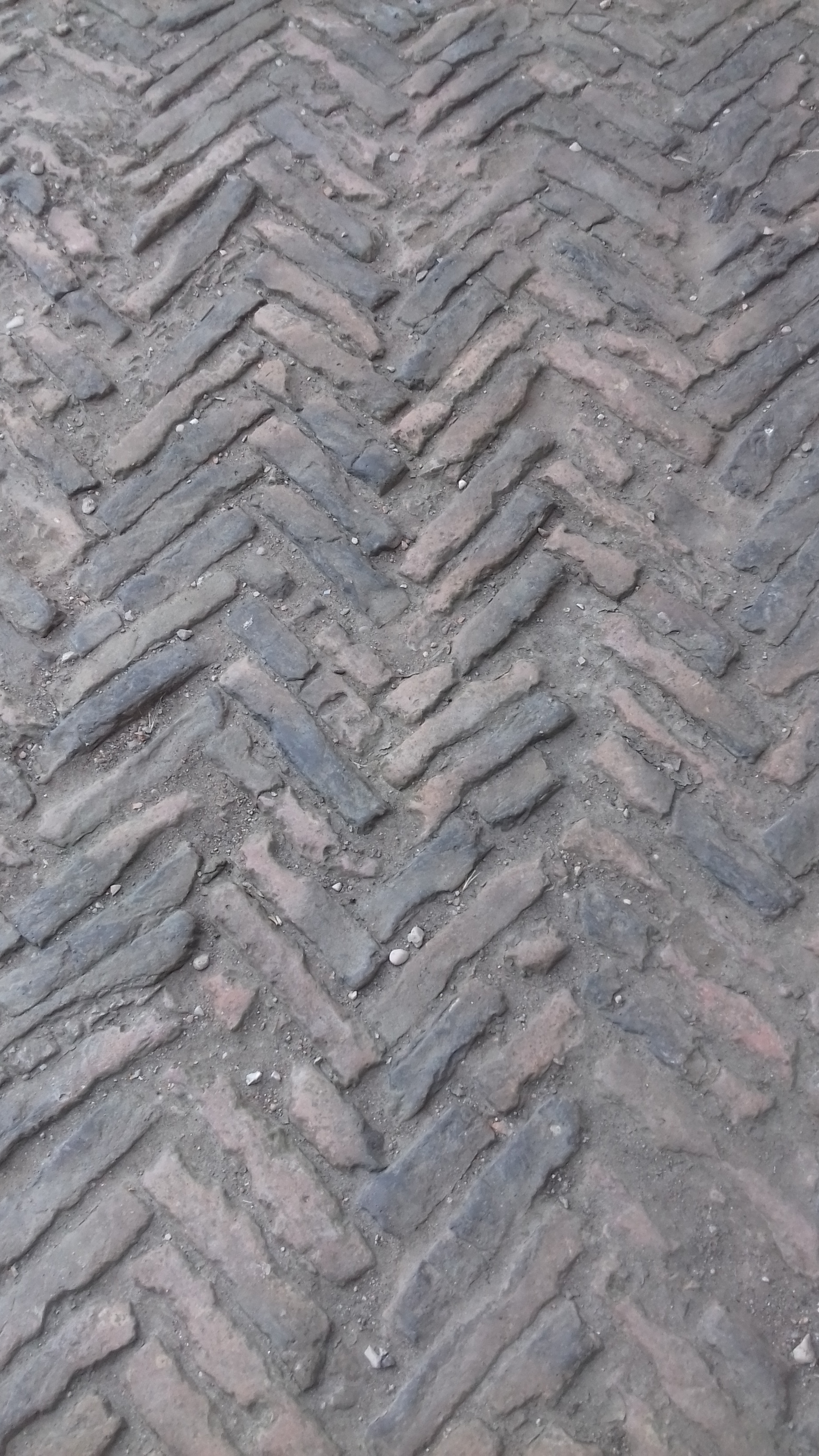
Pavimentazione tipica delle ville venete

Il complesso architettonico presenta le caratteristiche tipiche di una villa veneta e, in quanto tale, è al tempo stesso una corte colonica che svolge sia una funzione abitativa che agricola. Contro ogni aspettativa non è presente il granaio, bensì il mezzanino, collocato al secondo piano anziché al terzo come d'uso, infatti quest'ultimo è il piano nobile. Trattandosi di una dimora nobiliare, ci si aspetterebbe di trovare moltissime decorazioni, ma sappiamo per certo che non è così. Infatti le decorazioni e gli ornamenti sono molto poveri, sia davanti che sul retro dell'abitazione.
Sul retro dell'edificio, nel corso dei secoli, sono state aggiunte diverse parti. La casa padronale ha una planimetria pentapartita, ma ci sono tracce che fanno capire che originariamente l'edificio era tripartito, la sua organizzazione era quella tipica delle case veneziane. Il prospetto centrale è delimitato da due canne fumarie, sporgenti rispetto alle pareti, che terminano con comignoli a sezione circolare. Troviamo anche una terza canna fumaria che riporta le stesse caratteristiche delle due precedenti, ma è stata aggiunta successivamente; quindi il prospetto non si presenta più simmetrico. Sul retro si trova un'altra canna fumaria, anch'essa aggiunta in epoca più tarda, che ha però una particolarità: essa infatti è relativa ad un camino costruito al terzo piano, quindi la canna fumaria è sospesa.
Il prospetto presenta nella zona centrale due portali sovrapposti: uno è l'ingresso principale della villa, l'altro corrisponde alla finestra con balcone del terzo piano. Entrambi i portali sono messi in evidenza da archi in pietra, anch'essi sporgenti rispetto alla parete. Il balcone del terzo piano è  realizzato in laterizio e non in marmo, come di solito avveniva per le ville appartenenti alle famiglie più nobili e ricche. Tra i due portali, si può osservare la presenza di un apparato murario in mattoni faccia a vista: si presume che lì fosse collocato lo stemma di famiglia che nel corso degli anni è andato perduto.
Fino al 2013 la villa si trovava in uno stato di completo degrado, tanto da risultare gravemente compromessa nella sua integrità strutturale rischiando il crollo, tuttavia le due famiglie che per ultime ne hanno acquisito la proprietà e tra le quali la villa è stata divisa, hanno provveduto a una completa ristrutturazione dell'edificio il quale è anche noto con i cognomi dei proprietari Padoan/Ferrarese - Baldo. La villa, nonostante la ristrutturazione, possiede ancora elementi architettonici caratteristici: sono infatti presenti pavimentazioni in cotto posti a spina di pesce all'esterno. Questo tipo di pavimentazione è molto diffuso in epoca secentesca a Venezia e dintorni. Sono anche presenti specchiature a stucco e controsoffitti a vela. Altro aspetto importante è l'insolita presenza di finestre protette da inferriate al primo piano che servivano a impedire ai ladri di irrompere nella stanza e razziare i salumi che erano appesi alle travi in legno del soffitto. Sempre per motivi di sicurezza erano stati realizzati diversi passaggi segreti per poter fuggire o nascondersi da eventuali ladri e malintenzionati, dato che quello era il periodo dei "ladroni". Uno dei passaggi era sotterraneo e portava all'interno della chiesetta privata (oratorio), luogo inviolabile. Un'altra via di fuga era caratterizzata da una scala a chiocciola in legno, a pianta quadrata. La particolarità di questa scala è quella di essere visibile all'ultimo e al penultimo piano, ma sparisce misteriosamente al piano terra. In realtà c'è ma si trova tra due muri e da lì porta probabilmente ad un nascondiglio sotterraneo.
Barchessa

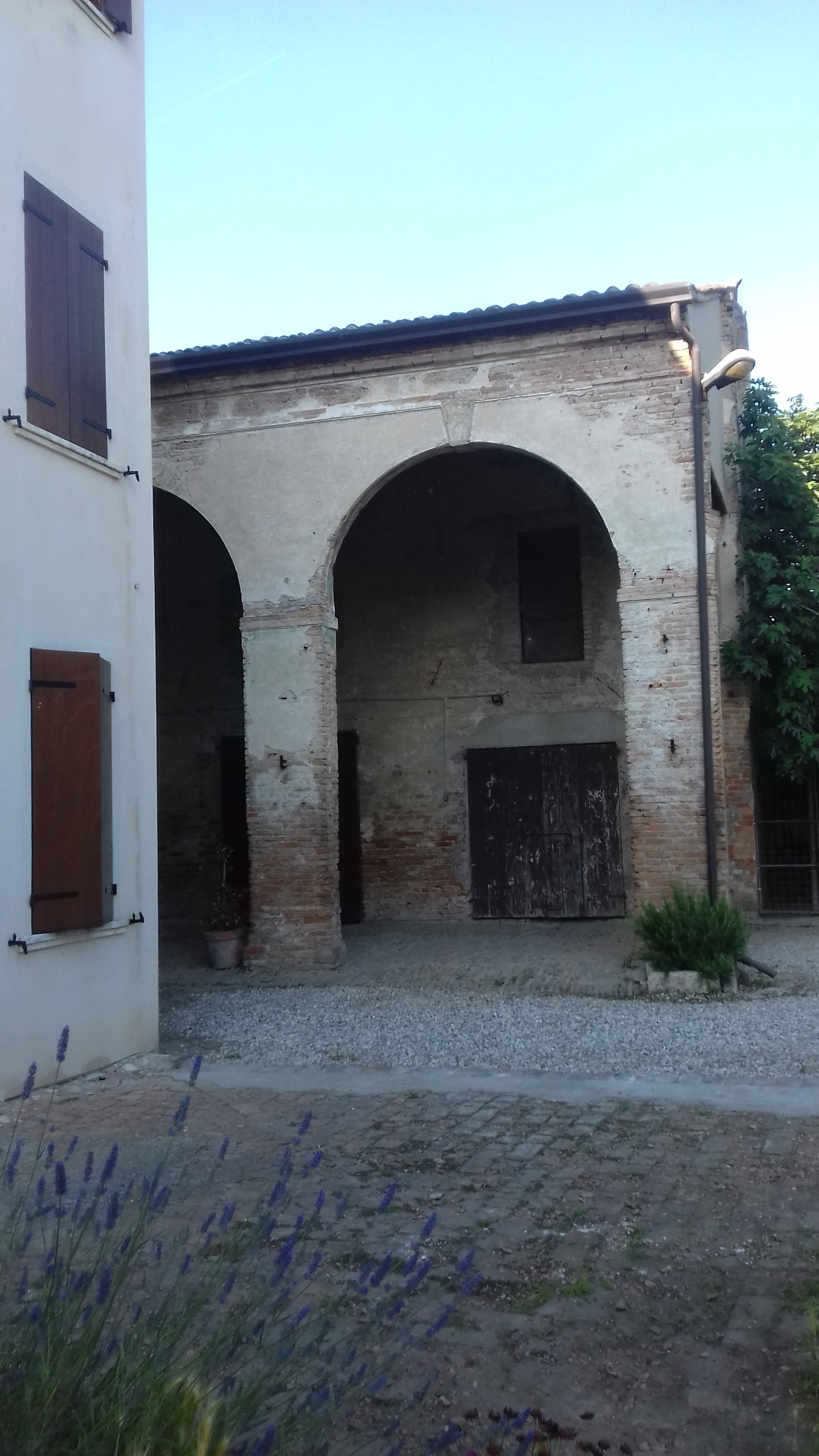
Barchessa a lato della Villa.

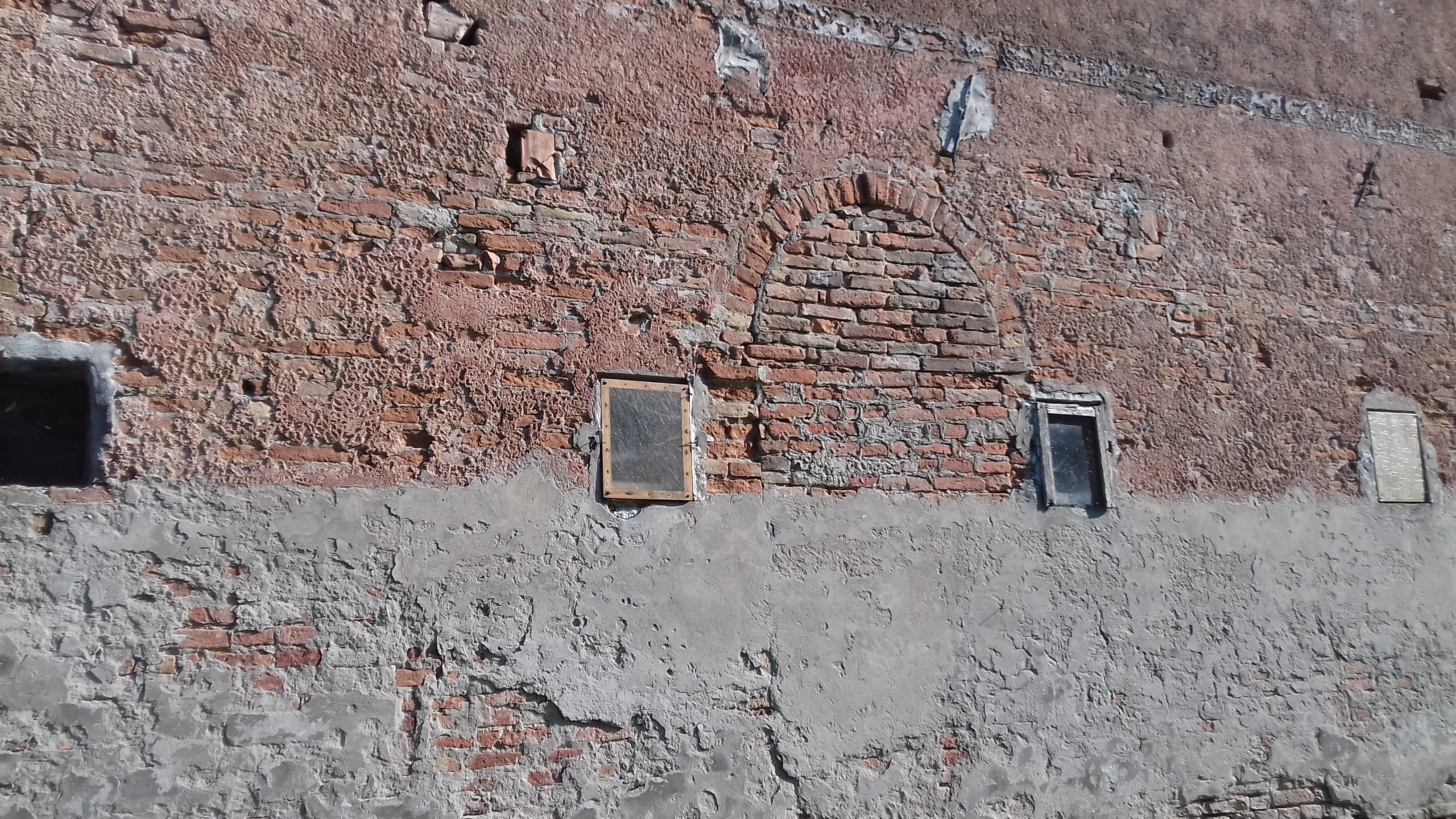
Parte posteriore della barchessa.

La barchessa è situata alla destra dell'edificio principale e non si trova in buono stato di conservazione. È un edificio risalente al XV secolo e molto particolare nel suo genere: il prospetto è costituito da due archi. L'impressione è proprio quella di una brusca interruzione, come se una parte degli archi fosse stata abbattuta; in realtà è stata appositamente lasciata così, in previsione di un ampliamento della barchessa stessa.

## Storia

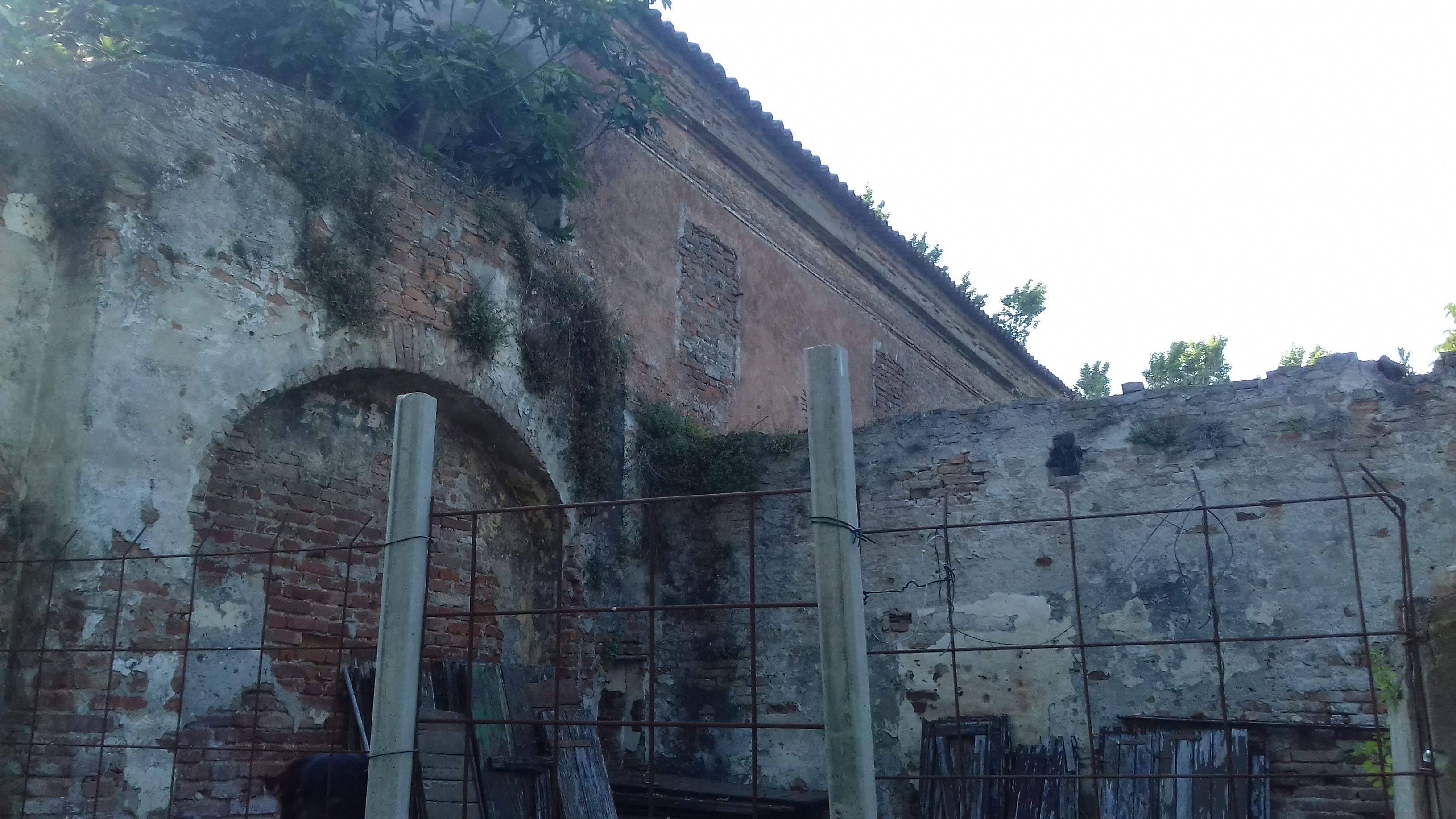
Oratorio del '400, adiacente alla barchessa.

Secondo le rilevazioni dell'Estimo del 1708, la villa apparteneva a Pietro Astori; ma nel 1775, secondo un altro Estimo, la villa sarebbe diventata di proprietà della famiglia Majer.
La villa sorge sulle rovine di un'abitazione quattrocentesca. Risalgono a quell'epoca anche la barchessa e l'oratorio, i cui muri sono originali del Quattrocento, mentre il resto della villa risale ad un'epoca più tarda (XVII secolo). I due edifici non hanno subito alcuna ristrutturazione attualmente, ma hanno subito diverse modifiche durante i secoli: possiamo infatti osservare che alcuni archi sono stati chiusi. Si pensa inoltre che l'edificio sia stato rialzato. Lo si deduce osservando le finestrelle che sono situate a un livello troppo basso rispetto all'altezza della struttura. Questa parte è considerata la più antica di Polesella (dato che risale al quattrocento) ed è qui che sono state fatte le prime opere di bonifica della zona. In seguito all'opera di bonifica, è stato creato un corso d'acqua (che attualmente corrisponde a via Magarino) che serviva a raggiungere la villa. A fianco alla barchessa si trovano i resti dell'oratorio, dove è possibile riconoscere l'abside, dove era collocato l'altare, e le porte che davano accesso al luogo di culto.
In epoca secentesca, durante la permanenza della famiglia Majer, faceva parte dei possedimenti della villa anche la campagna che la circondava. Infatti si sa che in quel periodo, nei campi sul retro della villa, si trovava un vastissimo frutteto che arrivava ai confini con Villa Selmi.
Famiglia Majer
Su questa famiglia si hanno poche informazioni, ma è probabile che i Majer, come molte altre famiglie all'epoca, fossero commercianti di origine israelita aschenazita di ramo austriaco, arricchitisi grazie al loro lavoro e che scelsero poi di acquistare il titolo nobiliare. Si sa inoltre che i famigliari sono sepolti nella basilica della Beata Vergine Maria del Rosario, a Polesella.

## Leggende
Leggenda della carrozza d'oro
Si narra che, il 2 Luglio 1818, la regina di Sardegna Maria Teresa d'Asburgo-Este, coniuge del re sabaudo Vittorio Emanuele I, dovesse incontrarsi in una villa sui colli Euganei con i rappresentanti del clero di Rovigo, ma per entrambi era sconveniente trovarsi a Rovigo. Decisero dunque di utilizzare Ca' Majer a Polesella come sede dell'incontro. Questa parte è accertata da fonti storiche. La leggenda vera e propria dice invece che la regina avrebbe raggiunto Ca' Majer a bordo di una carrozza d'oro che sarebbe poi stata sepolta nel territorio di proprietà dei Majer.